# أرفي ليند
أرفي ليند (Arvi Lind؛ لاوريتسالا، 21 ديسمبر 1940) مذيع أخبار متقاعد بالتلفزيون الفنلندي. عمل مذيعاً للأخبار في القناة الأولى للأوليسراديو بين عامي 1965-2003. بذلك يعد إلى جانب كاري تويفونن أحد أطول العاملين بمدة الخدمة بأخبار الأوليسراديو.
بدأت ليند رحلته كمراسل لأخبار تلفزة أوليسراديو في 15 أكتوبر 1965. وأذيعت آخر نشرة أخبار اه يوم الأربعاء 15 أكتوبر 2003 عند الساعة 20:30، وتقاعد من عمله في بداية العام 2004. شاهد وداعه أكثر من 1.6 مليون مشاهد. عين صحيفة كسكيسوومالاينن ومنذ ذلك الحين، وقد حاضر عن عمله في الجامعات، وفي عام 2005، بأنه محامي القارئ. غالباً ما أطلقت وسائل الإعلام عليه لقب «أكثر رجال فنلندا موثوقية».
كتب هايكي هييتامييس سيرة أرفي ليند.
كما يهوى ليند الرياضية، فلعب هوكي الجليد في فريق يـُدعى زووم. ولعب ابنه يوها ليند في الدوريين المحلي والأمريكي.

## وصلات خارجية
- أرفي ليند على موقع IMDb (الإنجليزية)
- أرفي ليند على موقع ميوزك برينز (الإنجليزية)
- أرفي ليند على موقع ديسكوغز (الإنجليزية)
- أرفي ليند على موقع قاعدة بيانات الفيلم (الإنجليزية)